# Хит, Карл
Карл Хит (англ. Carl Heath, 1 декабря 1869, Эпсом, Суррей — 4 марта 1950, Гилфорд) — лидер движения квакеров в Великобритании и реформатор пенитенциарной системы. Он был секретарём Национального совета мира во время Первой мировой войны, когда ему пришла в голову идея создания квакерских посольств для создания международной квакерской организации. Он был членом Гуманитарной лиги и секретарём Общества отмены смертной казни.